# Епископ диоклијски Пајсије
Пајсије (световно Дарко Ђерковић; Пљевља, 20. фебруар 1992) је викарни епископ диоклијски. Игуман је Цетињског манастира (2021—).

## Биографија
Епископ Пајсије је рођен као Дарко Ђерковић, 20. фебруара 1992. године у Пљевљи, од оца Милуна и мајке Милијане. Основно образовање је стекао у родном месту.
Богословију Светог Петра Цетињског на Цетињу, уписао је 2007. и завршио 2012. године, са одличним успјехом. Послије завршене средње богословске школе, љубав према даљем усавршавању у богословској науци одвела га је на Богословски факултет Аристотеловог универзитета у Солуну, гдје је дипломирао у јуну 2017. године. У току студија у два наврата боравио је у Бечу, похађајући часове њемачког језика. 
По повратку из Солуна ступио је као искушеник у братство манастира Ђурђеви ступови код Берана. Монашки постриг примио је 20. новембра 2017. године из руку епископа будимљанско-никшићког г. Јоаникија (Мићовића), добивши име Пајсије по Светоме Пајсију Јањевцу, патријарху српском. У чин јерођакона рукоположен је на Аранђеловдан 21. новембра 2017. године. По благослову надлежног епархијског архијереја академску 2018/2019. годину је провео на студијском усавршавању у Санкт Петербургу, гдје је похађао часове руског језика, пратио наставу на Православној духовној академији и свештенослужио у Светотројицкој Александро-невској лаври. Исте школске године, за вријеме зимског распуста 29. децембра 2018. године, рукоположен је у чин јеромонаха у манастиру свога пострига.
Вративши се из Русије, обављао је разна послушања у манастиру. За настојатеља манастира Ђурђеви ступови постављен је на празник Часних верига Светог апостола Петра 29. јануара 2021. године. Послије избора епископа Јоаникија за митрополита црногорско-приморског, на његов позив, јеромонах Пајсије 1. јула 2021. године са дијелом братства прелази у Цетињски манастир. Послушање настојатеља манастира преузео је у септембру исте године, послије устоличења дотадашњег игумана, епископа диоклијског Методија, за епархијског архијереја Епархије будимљанско-никшићке. У достојанство протосинђела произведен је на празник Зачећа Светог Јована Крститеља 6. октобра 2021. године у Цетињском манастиру.
У току школске 2022/2023. године, по одлуци Светог архијерејског синода СПЦ, предавао је Свето писмо Новог завјета и агиологију у Богословији Светог Петра Цетињског. Од лета 2023. године налази се на годишњем студијском програму у Лондону, гдје похађа наставу енглеског језика. Говори новогрчки, руски, енглески и њемачки језик.
Свети архијерејски сабор СПЦ изабрао га је 18. маја 2024. године за викарног епископа Митрополије црногорско-приморске са титулом викарни епископ диоклијски.